# La Societat (Mollet de Peralada)
La Societat és una obra noucentista de Mollet de Peralada (Alt Empordà) inclosa a l'Inventari del Patrimoni Arquitectònic de Catalunya.

## Descripció
Edifici cantoner situat al centre del poble, a cinquanta metres de l'església de Sant Cebrià. És un edifici de planta baixa i pis, amb obertures rectangulars, i una balconada correguda al primer pis. A sobre d'aquestes una barana amb balustrada que porta a la coberta de l'edifici que és una terrassa. Les finestres tenen un guardapols amb decoració al centre i les cantonades estan decorades amb un esgrafiat a imitació de carreus.

## Història
Aquest edifici va ser utilitzat com a centre de reunió local i promotor de múltiples activitats lúdiques i culturals